# Toni (voornaam)

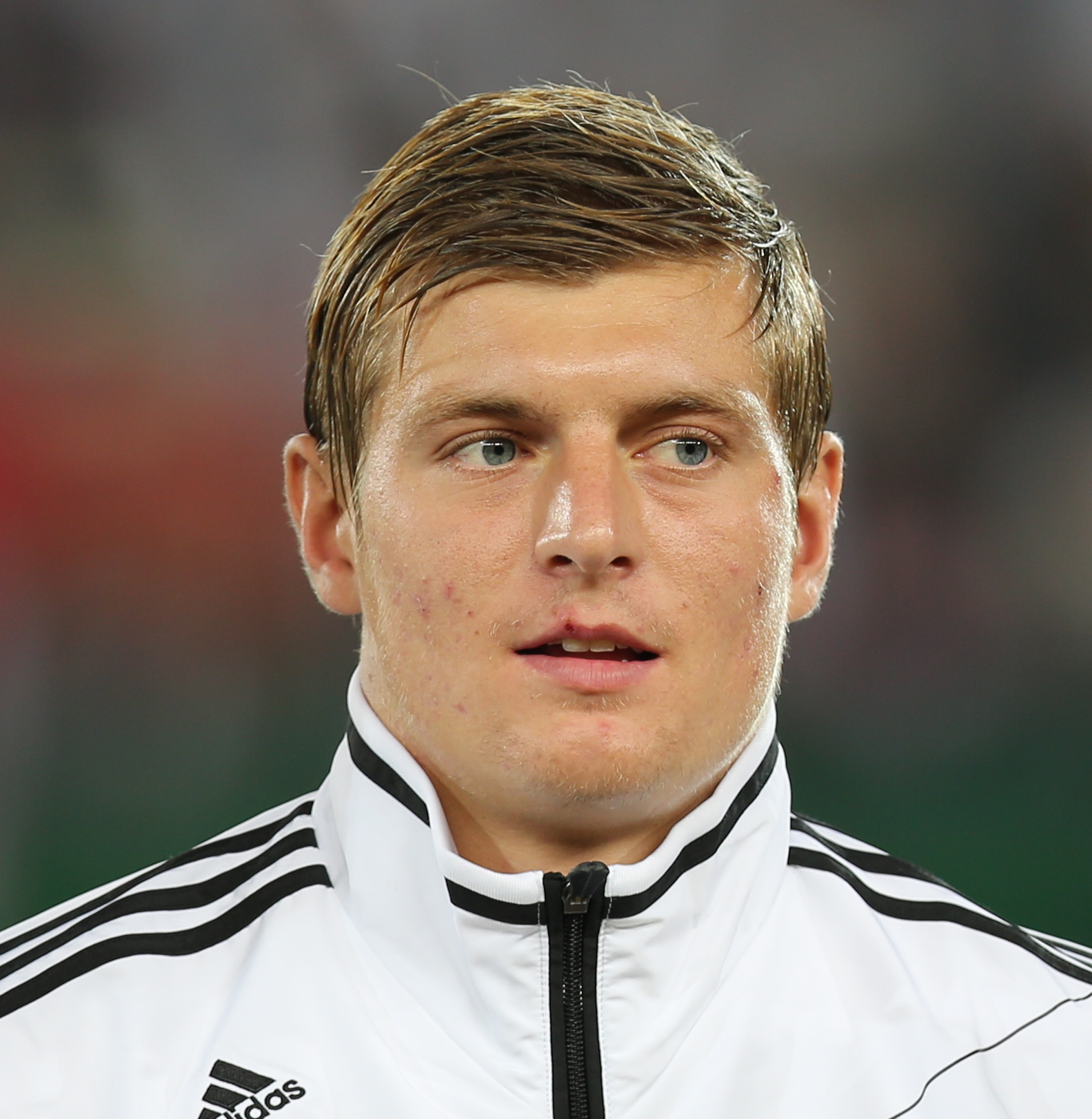
Toni Kroos

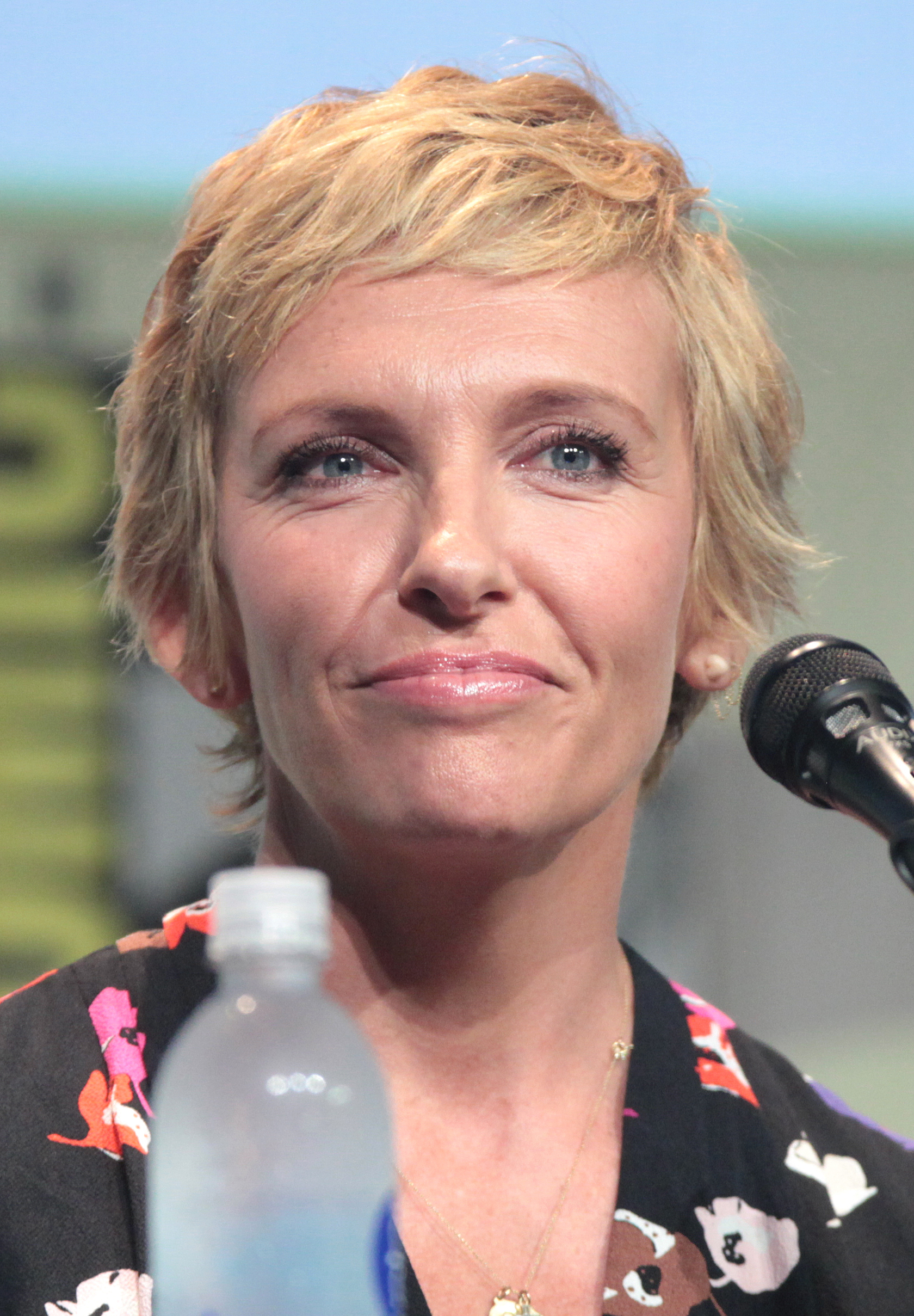
Toni Collette

Toni is een voornaam die zowel voor jongens als voor meisjes kan gebruikt worden. De naam wordt soms gebruikt als een verkorting van namen zoals Anton, Antonia, Antonio of Antonius. Het kan ook voorkomen als achternaam.

## Bekende mannelijke naamdragers
- Toni Gardemeister, Fins rallyrijder
- Toni Kolehmainen, Fins voetballer
- Toni Kroos, Duits voetballer
- Toni Mang, Duits motorcoureur
- Toni Pellegrini, Maltees staatsman
- Toni Peroni, Nederlands drummer
- Toni Polster, Oostenrijks voetballer
- Toni Sailer, Oostenrijk alpineskiër en acteur
- Toni Stadler, Duits beeldhouwer en tekenaar

## Bekende vrouwelijke naamdragers
- Toni Boumans, Nederlands journaliste, documentairemaakster en auteur
- Toni Braxton, Amerikaans zangeres
- Toni Collette, Australisch actrice
- Toni Duggan, Engels voetbalster
- Toni Gardiner, tweede vrouw van koning Hoessein van Jordanië
- Toni Hudson, Amerikaans actrice
- Toni Morrison, Amerikaans schrijfster
- Toni Willé, Nederlands zangeres

## Fictief figuur
- Toni Cipriani, personage in de computerspelserie Grand Theft Auto
- Toni Erdmann, personage in de  Duits-Oostenrijkse film Toni Erdmann uit 2006